# Dutch Open 1974
Il Dutch Open 1974 è stato un torneo di tennis disputato sui campi in terra rossa. È stata la 17ª edizione del torneo, che faceva parte del Commercial Union Assurance Grand Prix 1974. Il torneo si è giocato a Hilversum nei Paesi Bassi dal 15 al 21 luglio 1974.

## Campioni

### Singolare maschile
Guillermo Vilas ha battuto in finale  Barry Phillips-Moore con il punteggio di 6–4, 6–2, 1–6, 6–3

### Doppio maschile
Tito Vázquez /   Guillermo Vilas  hanno battuto in finale  Lito Álvarez /   Julian Ganzabal con il punteggio di 6–2, 3–6, 6–1, 6–2